# Elbe
Elbe, tjeckiska Labe, är en av de större floderna i Centraleuropa. Den har sin källa i nordöstra Tjeckien och flyter genom norra Tyskland innan den rinner ut i Nordsjön, vid Cuxhaven, 100 kilometer nordväst om Hamburg. I Hamburg finns också Elbtunnel som är en tunnel med en motorväg som går under floden. Elbe har en total längd på 1 091 kilometer.
På senare år har Elbe kommit att svämma över vid flera tillfällen. Den onormalt stora nederbörden år 2002 vållade stora översvämningar. 
Den flyter bland annat igenom städerna Ústí nad Labem, Dĕčín och Podĕbrady i Tjeckien, samt Pirna, Dresden, Meissen, Lutherstadt Wittenberg, Magdeburg och Hamburg i Tyskland.
Några bifloder till Elbe är Vltava, Ohře, Schwarze Elster och Mulde.
Namnet Elbe är ursprungligen samma ord som svenskans älv. Den gamla germanska formen var *Alƀiz, vilken nedtecknades av Tacitus som Albis.

## Navigation
Elbe har trafikerats av kommersiella fartyg sedan 1842 och är en viktig handelslänk så långt som till Prag (vid bifloden Vltava). Kanaler länkar Elbe till industriella områden i Tyskland och till Berlin. Kielkanalen och Elbe-Lübeck-kanalen länkar Elbe till Östersjön. 
Före Tysklands återförening hindrades vattentransporter i Västtyskland av att Elbe flöt genom Östtyskland. Därför byggdes en kanal, Elbe-Seitenkanal (klar 1976), inom västtyskt territorium för att ta sig runt detta. Sedan länderna återförenats började arbetet att återställa den ursprungliga flodvägen.

## Galleri

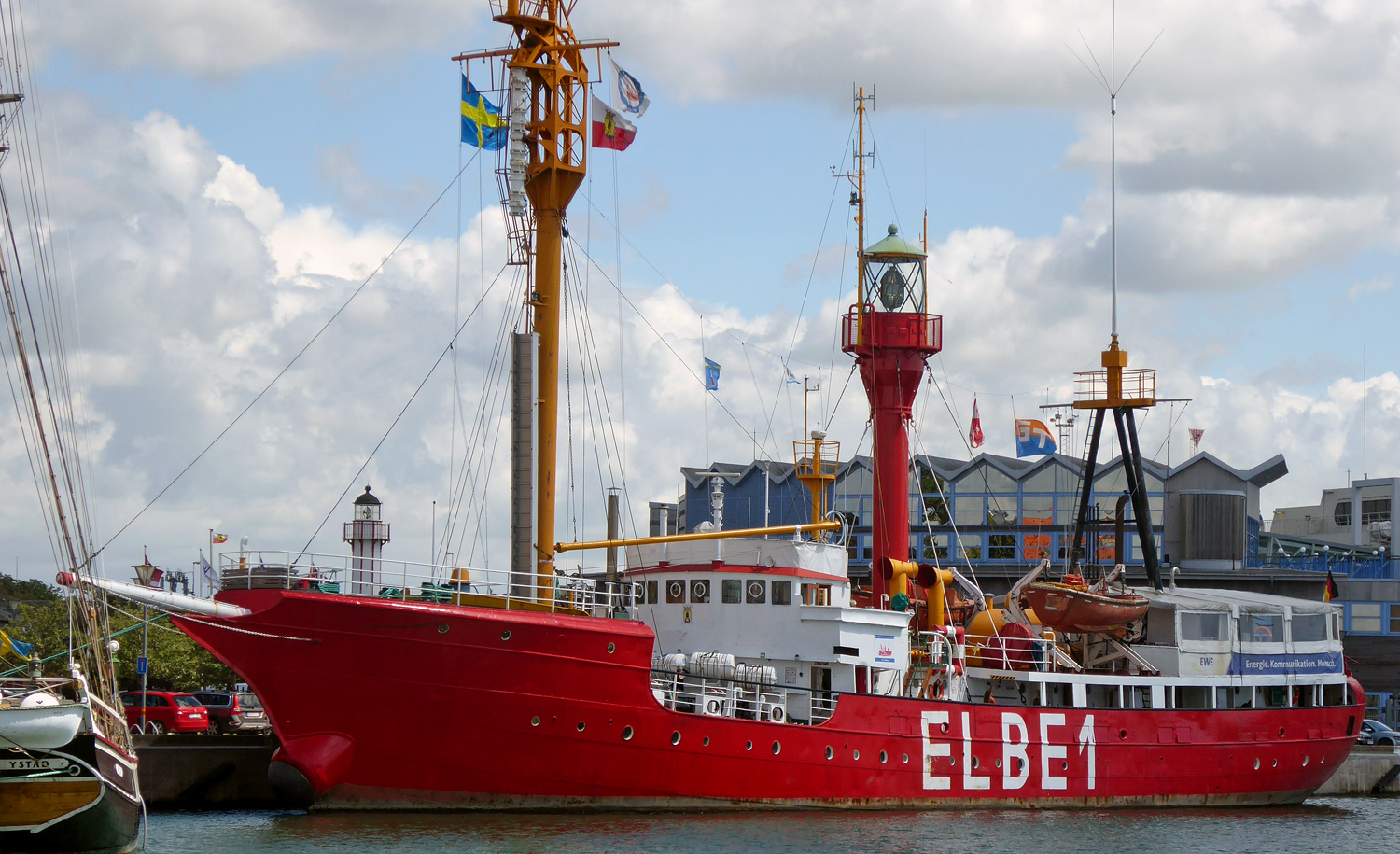
Bürgermeister O'Swald II var en gång världens största bemannade fyrskepp, det sista på position Elbe 1, det är nu B&B i Cuxhaven. På bilden på besök i Ystad 12 juli 2017.
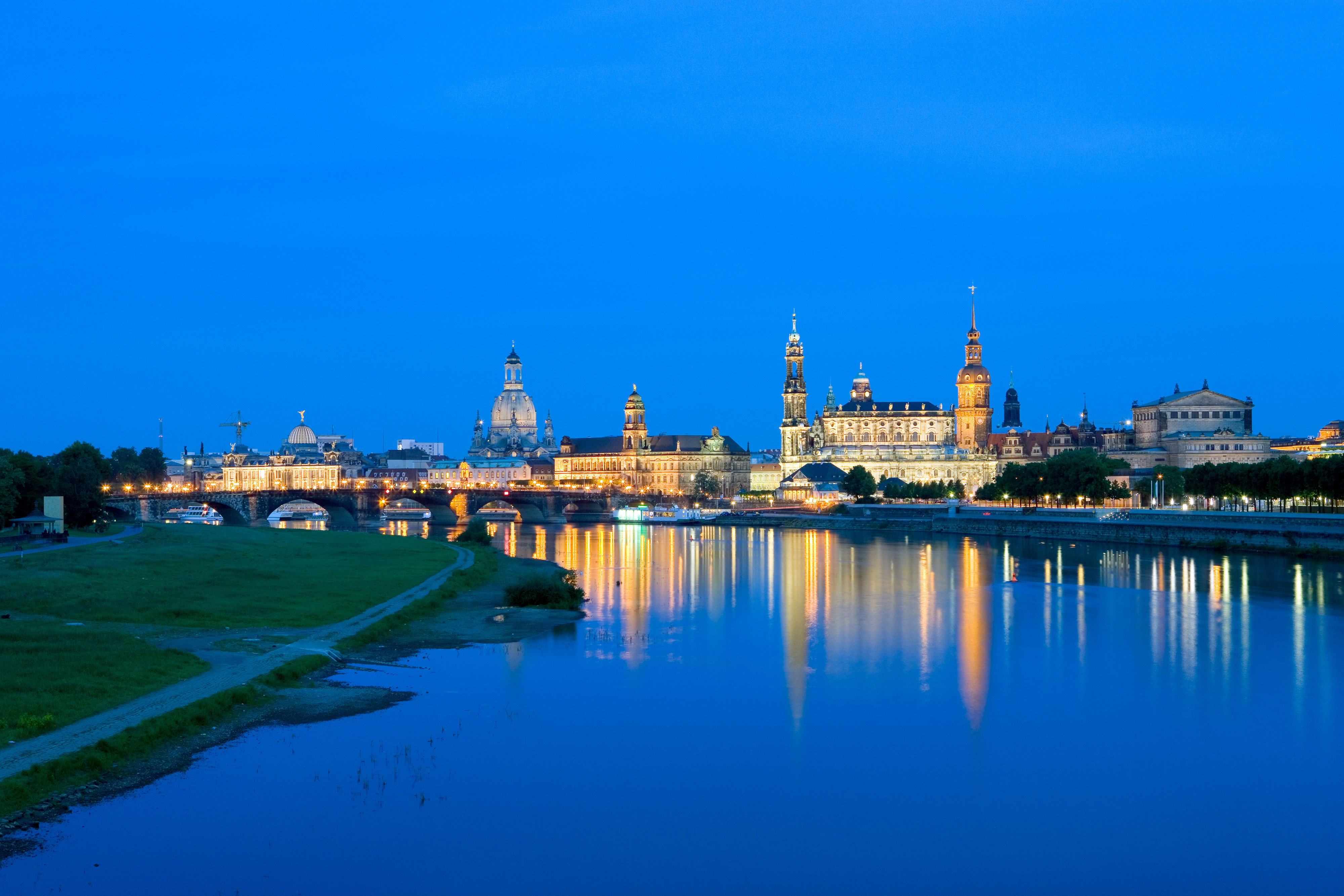
Elbe vid Dresden.
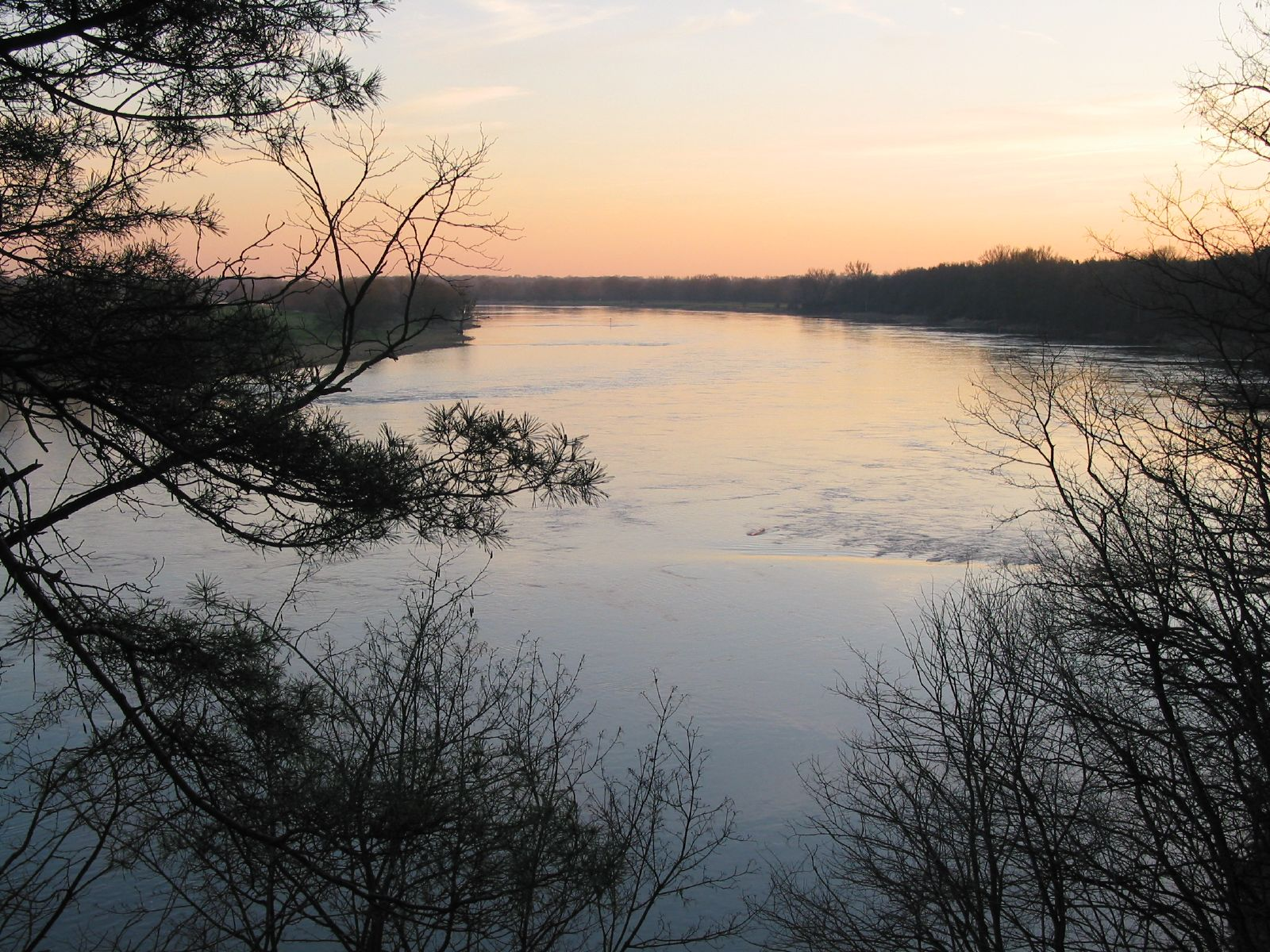
Elbe nära Wittenberg.